# ДП (кулемет)
ДП (Дегтярьова Піхотний, Індекс ГРАУ — 56-Р-321) — ручний кулемет розроблений В. О. Дегтярьовим.

## Історія
Перші десять серійних кулеметів ДП були виготовлені на Ковровському заводі 12 листопада 1927, потім партія з 100 кулеметів була передана на військові випробування, за результатами яких 21 грудня 1927 кулемет був прийнятий на озброєння РСЧА. ДП став одним з перших зразків вогнепальної зброї, створених в СРСР. Кулемет знайшов широке використання як основна зброя вогневої підтримки піхоти ланки взвод — рота аж до кінця Другої Світової Війни.
За рахунок захоплених у Зимовій війні 1939-40 років і пізніше трофеїв це був один з наймасовіших зразків ручних кулеметів у фінській армії протягом Другої світової війни в тому числі через істотні переваги над фінським кулеметом Лахті-Салоранта.
По завершенню війни кулемет ДП і його модернізований варіант ДПМ, створений з врахуванням досвіду бойових дій в 1943–1944 роках, були зняті з озброєння Радянської Армії і широко поставлялись дружнім СРСР країнам. На озброєнні держав-учасників ОВС залишався до 1960-х років. Брав участь в бойових діях в Кореї, В'єтнамі та інших країнах.
На основі досвіду, набутого у Другій світовій, стало ясно, що піхоті необхідні єдині кулемети, що поєднують підвищену вогневу міць з високою мобільністю. Як ерзац-замінник єдиного кулемета в ланці рота на основі попередніх розробок в 1946 році був створений і прийнятий на озброєння ручний кулемет РП-46, що являв собою модифікацію ДПМ під стрічкове живлення, що разом з потяжченим стволом, забезпечувало більшу вогневу міць при збереженні прийнятної маневреності.
Високу оцінку цій зброї давав Володимир Федоров — радянський збройовий конструктор, в роки війни працював консультантом по стрілецькій зброї в наркоматі, автор книг з історії стрілецької зброї.

## Система
Ручний кулемет ДП є зброєю з автоматикою на основі відведення порохових газів і магазинним живленням. Газовий рушій має поршень з довгим робочим ходом і газовий регулятор, розташовані під стволом.
Сам ствол — швидкознімний, частково прикритий захисним кожухом і оснащений конічним знімним полум'ягасником. Ствол часом не витримував інтенсивної стрільби: оскільки він був тонкостінним, він швидко нагрівався (особливо у пізніших випусках, у яких для спрощення ствол був зроблений без ребристого радіатора), і для того, щоб не вивести кулемет з ладу, доводилось стріляти короткими чергами (бойова скорострільність кулемета — до 80 пострілів на хвилину). Зміна ствола безпосередньо під час бою була ускладнена: потрібний спеціальний ключ для зняття замикача і захисту рук від опіків.
Замикання ствола здійснюється двома бойовими упорами, що розводяться в сторони при русі ударника вперед. Після того, як затвор приходить в переднє положення, затворна рама продовжує рух, при цьому розширена середня частина з'єднаного з нею ударника, впливаючи зсередини на задні частини бойових упорів, розводить їх в сторони, в пази ствольної коробки, жорстко замикаючи затвор. Після пострілу затворна рама під дією газового поршня починає рух назад. При цьому ударник відводиться назад, а спеціальні скоси рами зводять бойові упори, виводячи їх із зачеплення зі ствольною коробкою та відмикаючи затвор. Поворотна пружина знаходиться під стволом і при інтенсивному вогні може перегрітись, втрачаючи пружність, що було одним з порівняно нечисленних, але суттєвих недоліків кулемета ДП. Крім того, бойові упори вимагали точної підгонки для досягнення симетричного замикання (що на практиці не створювало істотних проблем).
Живлення відбувалось з плоских дискових магазинів — «тарілок», в яких набої розташовані по колу, кулями до центру диска. Така конструкція забезпечувала надійну подачу набоїв з виступом закрайку, проте мала й істотні вади: великі габарити і маса порожнього магазина, незручність у транспортуванні і заряджанні, а також можливість пошкодження магазина в умовах бою через його схильність до деформації. Місткість магазина спочатку становила 49 набоїв, пізніше були запроваджені на 47-набоїв з підвищеною надійністю роботи. До кулемета надавалось три магазина з металевим коробом для їх перенесення.
Слід зазначити, що хоча зовні магазин ДП і нагадує магазин кулемета Льюїса, насправді є зовсім іншу за принципом дії конструкцію; наприклад, у «Льюїса» диск з набоями провертається за рахунок енергії затвора, переданої на нього складною системою важелів, а у ДП — за рахунок попередньо зведеної пружини в самому магазині.

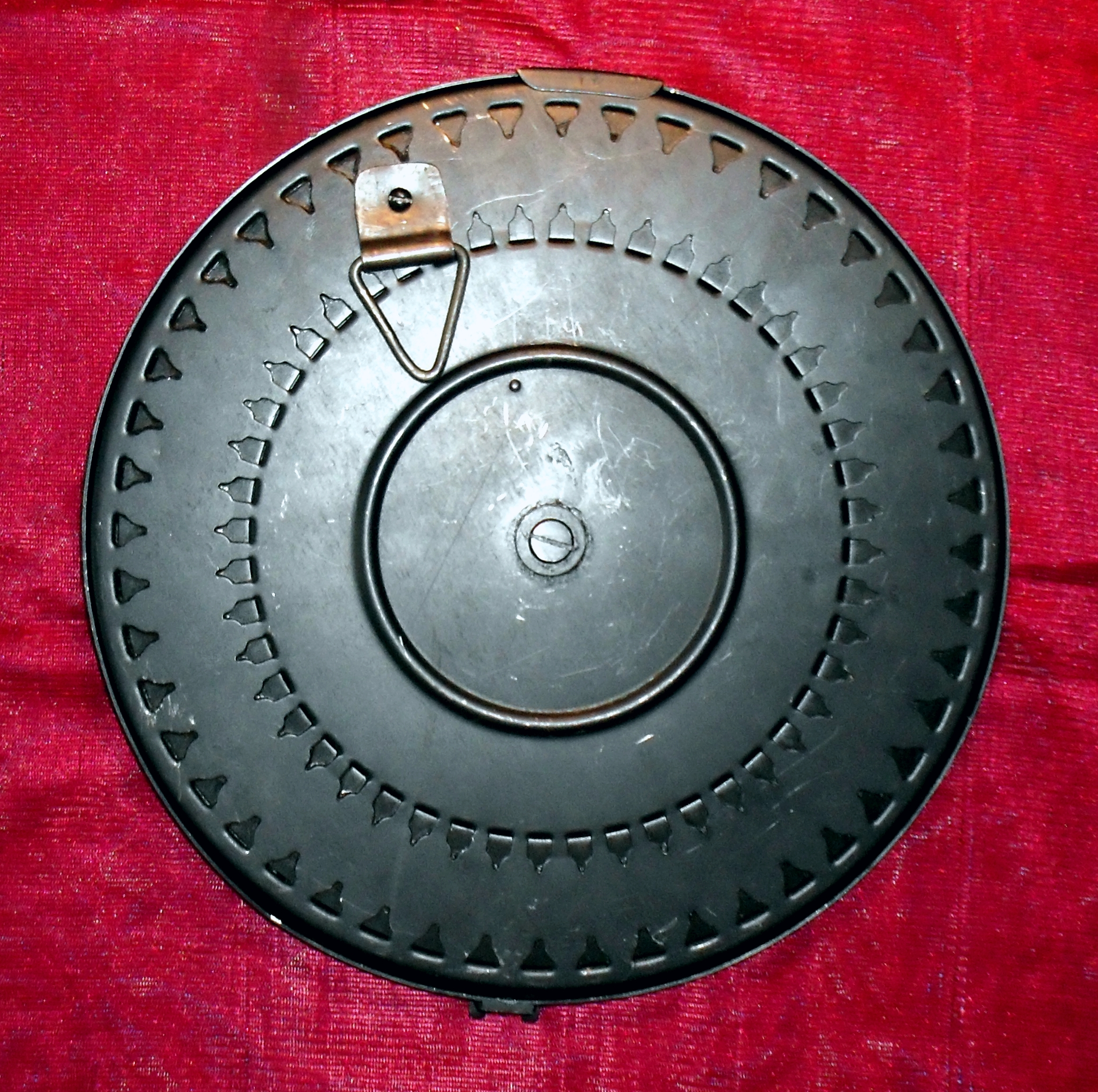
Дисковий магазин кулемета ДП, зверху зблизька.
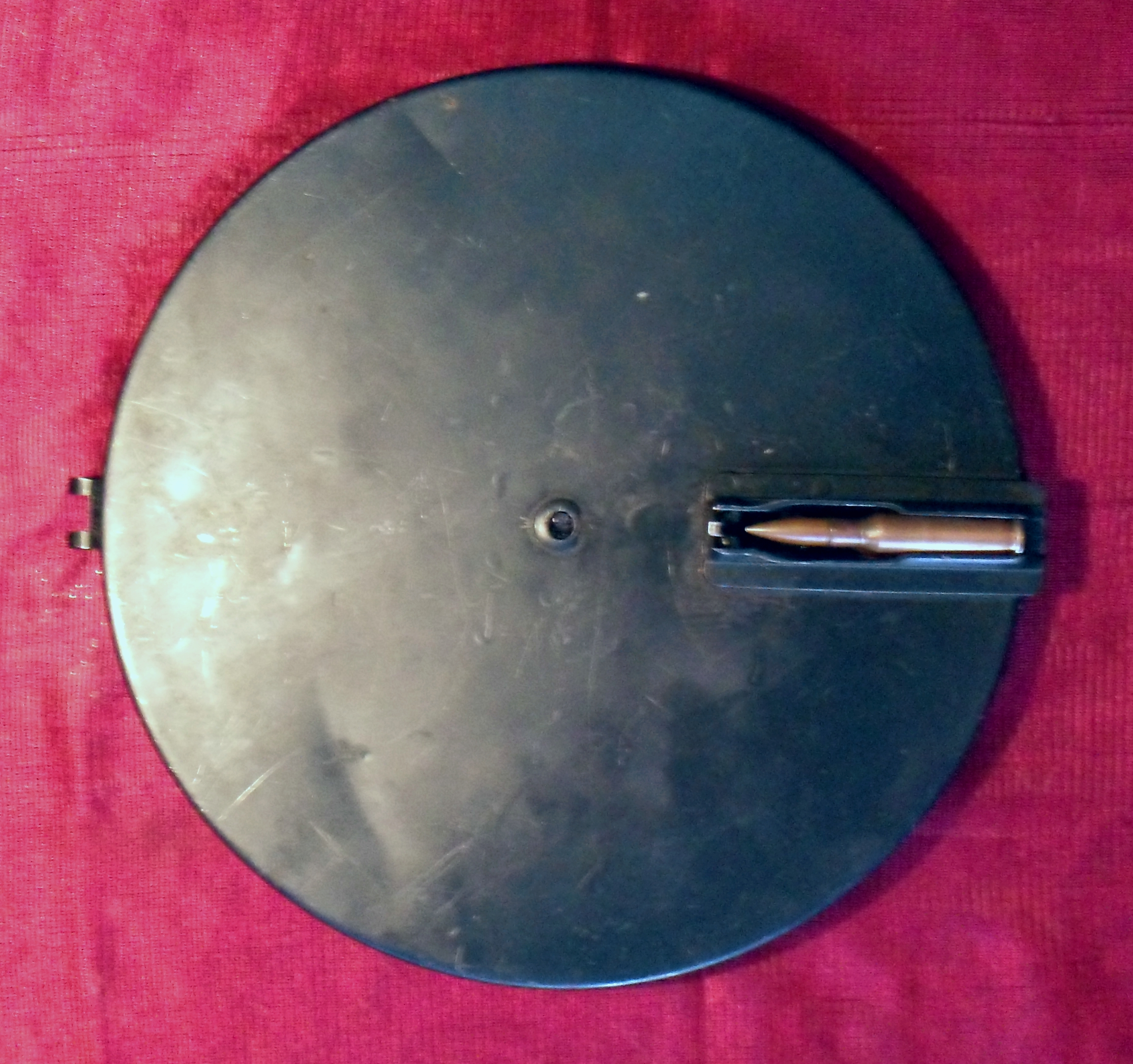
Дисковий магазин кулемета ДП, знизу зблизька.
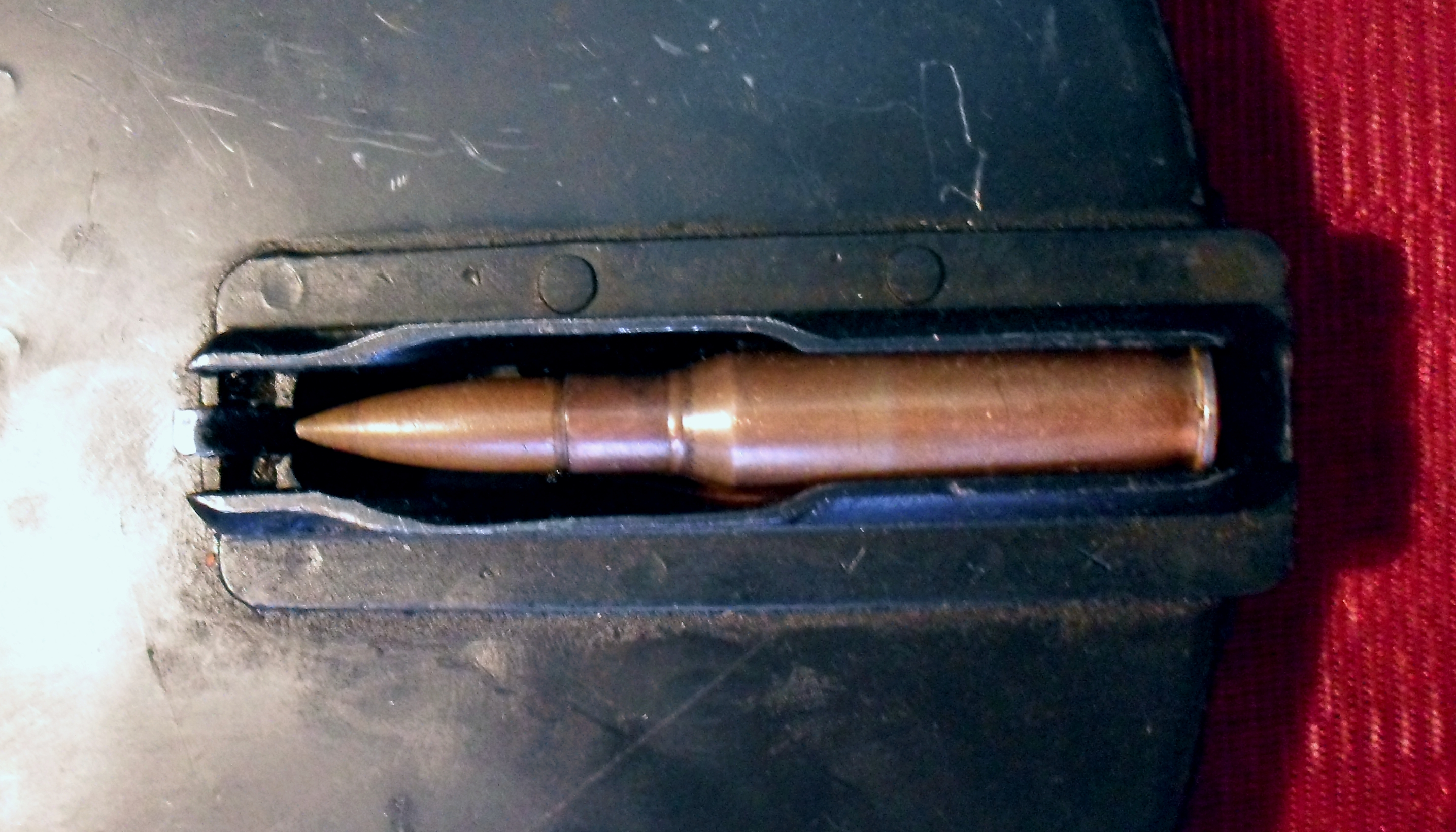
Губки магазина зблизька.

Ударно-спусковий механізм кулемета дозволяв вести тільки автоматичний вогонь з відкритого затвора. Він був виконаний у вигляді знімного модуля, що кріпиться до короба поперечною чекою. Звичайний запобіжник відсутній, замість нього встановлений автоматичний запобіжник у вигляді клавіші, що вимикається при охопленні рукою шийки приклада. При веденні інтенсивного вогню необхідність постійно утримувати клавішу запобіжника натиснутою втомлювала стрільця, а приклад гвинтівкового типу не сприяв міцному утриманню зброї при стрільбі чергами. Вдалішою виявилась конструкція блоку УСМ танкового кулемета ДТ, який мав звичайний запобіжник і пістолетну рукоятку. Модернізований варіант кулемета — ДПМ — отримав аналогічний ДТ блок УСМ; також неавтоматичний запобіжник на додаток до рідного автоматичного був запроваджений в конструкцію фінських ДП в процесі їх капремонту.
Вогонь з ДП вівся зі знімних сошок, які в запеклому бою деколи губились через невдале кріплення або розбовтувались, що, в свою чергу, істотно погіршувало зручність застосування кулемета. Тому на ДПМ введені незнімні сошки. Викид стріляних гільз здійснюється вниз.

### Глушник звуку пострілу СГ-42
У липні 1942 р був випробуваний глушник звуку пострілу СГ-42 («Спеціальний глушник зр. 1942 р.») конструкції ОКБ-2, що призначався для стрільби з кулемета ДП набоями із зменшеним зарядом. Прилад був побудований на тому ж принципі, що і «Браміт», і показав задовільне придушення звуку пострілу. Наприкінці 1942 року на випробування був представлений СГ-42 з зменшеним з 16 до 14,5 мм внутрішнім діаметром каналу, та був прийнятий на озброєння. Повоєнні випробування даних глушників в лютому-березні 1948 року показали недоцільність їх подальшої експлуатації, оскільки вони не забезпечували необхідну безвідмовність роботи ДП і ДПМ і тому підлягали утилізації.
У березні-квітня 1950 проходив полігонні випробування ПБС для РП-46. Глушник являв переконструйований СГ-42, однак доробити його знову не вдалось.

## Набої
Для стрільби з ручного кулемета використовуються наступні набої:
- набій з кулею зр. 1908 (легка), призначений для ураження живої сили противника на відстані до 800 м; забійну силу куля зберігає на відстані до 2500 м;
- набій з кулею зр. 1930 (важка), призначений для ураження живої сили противника; забійна сила зберігається на відстані до 3500 м; для стрільби використовується лише за відсутності набоїв з легкої кулею зр. 1908;
- набій з бронебійною кулею зр. 1930 (Б-30), призначений для ураження легко броньованих цілей (бронемашин, танкеток) на відстані до 300 м;
- набій з бронебійно-запалювальною кулею зр. 1932 (Б-32), призначений для ураження броньованих цілей (танків, бронемашин, танкеток, вогневих точок, літаків) і для запалювання пального (бензину);
- набій з трасуючою кулею, призначений для цілевказання, пристрілки і коригування вогню.

## Застосування

### Червона армія

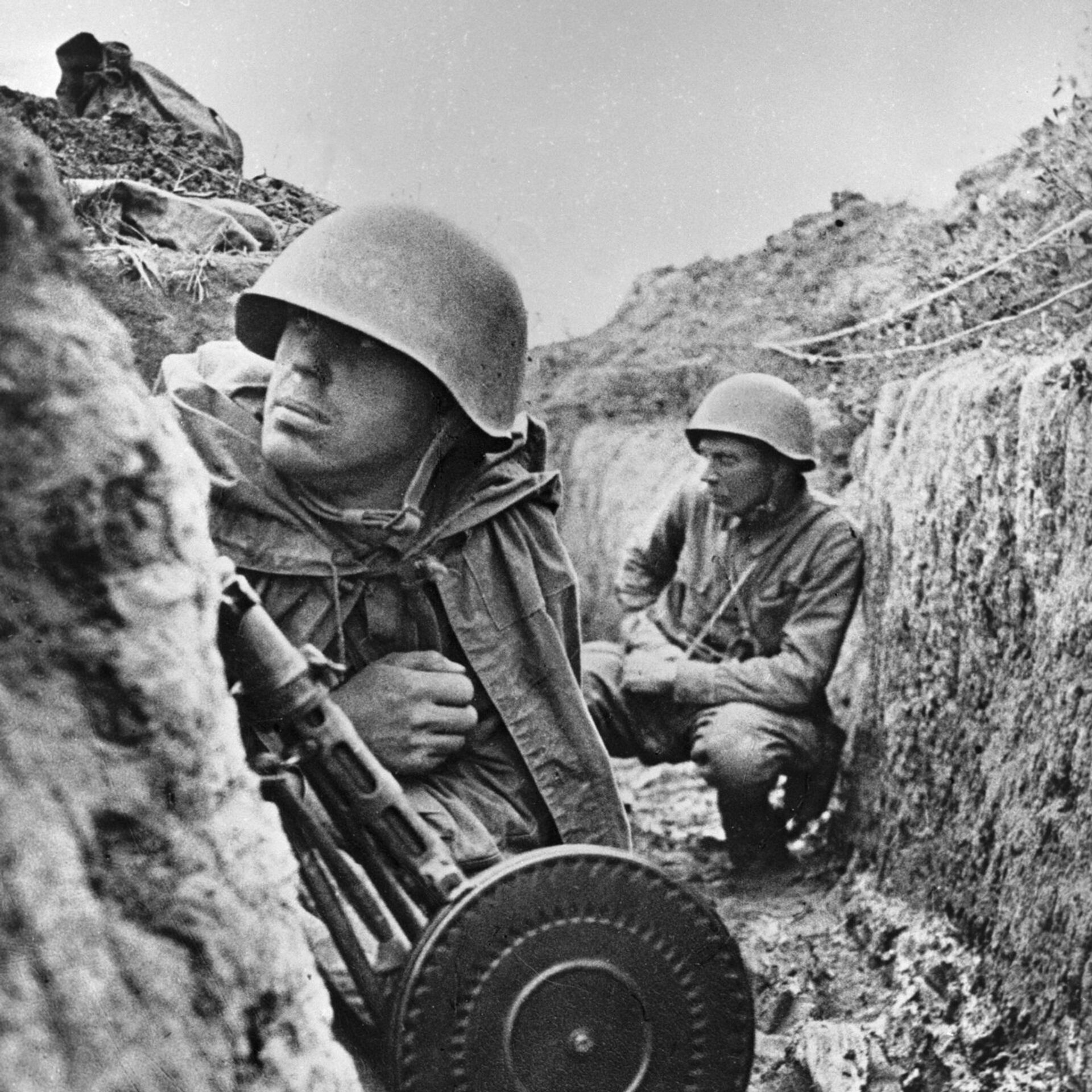
Бійці радянської 115-ї стрілецької дивізії А. Конькова в окопі на Невській Дубровці. На передньому плані кулеметник В. Павлов з кулеметом ДП. Ленінградський фронт, вересень 1941 Фото В. С. Тарасевича.

Кулемет ДТ активно застосовувався Радянською Армією під час Другої світової війни. Протягом навчань і бойових дій до обслуги кулемета належали двоє: стрілець і його помічник, який переносив короб з 3 дисками. Також при стрільбі з положення лежачи до кулемета обома кінцями прив'язували довгу стрічку, і боєць, натягуючи її ногою, дужче притискав приклад до плеча. Таким чином, коливання кулемета зменшувались і поліпшувалась точність стрільби. Кулемет ДТ встановлювали на мотоцикли М-72. Конструкція кріплення кулемета до коляски дозволяла вести вогонь навіть по літаках. Однак цей спосіб боротьби з літаками був не дуже зручний: для стрільби треба було зупинятися, потім боєць вилазив з коляски і з положення «сидячи» вів вогонь по повітряних цілях. Після прийняття на озброєння кулемета ДП англійські кулемети Льюїса зразка 1915 року, що досі перебували на озброєнні Червоної армії, поступово йшли на склади. 
Незважаючи на численні проблеми, ДП мав репутацію відносно ефективної легкої зброї підтримки. У військах Червоної Армії він отримав прізвисько «програвач» через дископодібний магазин, що обертається.

### Інші війни
Перші застосування кулемета ДП-27 у війнах відбулися в іспанській громадянській війні на боці республіканських сил. 25 жовтня 1936 року корабель SS Kursk прибув до порту Картахена, доставивши 150 кулеметів Дегтярьова разом із 9 000 гвинтівок Winchester Model 1895. 7 травня 1937 року корабель Cabo Palos доставив 3 танкові кулемети ДТ. 7 лютого 1938 року SS Bonafacio прибув до Басенса з вантажем, що включав численну зброю, зокрема кулемети ДП та ДТ.
Багато таких кулеметів були захоплені фінською армією під час Зимової війни та Війни-продовження і частково замінили кулемети Lahti-Saloranta M/26. У фінській армії кулемет ДП отримав прізвисько «Емма» через схожість магазина з платівковим програвачем. Улітку 1944 року фінська армія мала близько 3400 фінських Lahti-Saloranta та 9 000 захоплених радянських кулеметів Дегтярьова на фронті. Захоплені зразки також використовувалися німецькою міліцією «Фольксштурм», де кулемет отримав позначення Leichtes Maschinengewehr 120(r).
Китайські націоналісти отримали 5 600 ДП від СРСР і використовували їх у Другій японсько-китайській війні та Громадянській війні в Китаї. Північнокорейські та китайські комуністи застосовували ДП у Корейській війні й копіювали ДПМ як «Тип 53».
Зразки всіх варіантів кулемета ДП були надані або продані СРСР і китайськими комуністами В’єтміню під час Першої індокитайської війни, а також передані силам НВА і В’єтконгу у В’єтнамській війні.

### Російське вторгнення в Україну
Після початку російського повномасштабного вторгнення 2022 року їх використовують Сили територіальної оборони.

## Варіанти

### Дрібнокаліберний ДП
В середині 1930-х років один дослідний зразок малокаліберного кулемета ДП (під 5,6-мм набій кільцевого запалення, як зброя для навчання стрільбі солдат РСЧА) сконструював М. Марголін, але на озброєння він не був взятий. Фактично в цих цілях використовували дрібнокаліберний кулемет-замінник системи Блюма, що кріпиться на звичайний ДП і використовує його органи управління вогнем.

### ДП зразка 1938 року
У 1938 році був виготовлений дослідний зразок 7,62-мм кулемета системи В. А. Дегтярьова з магазином конструкції Г. Ф. Кубинова і С. Г. Разоренова (конструктивно аналогічний кулемету ДП зразка 1927 року, за винятком способу живлення — магазин на 20 набоїв заповнюється чотирма стандартними обоймами від гвинтівки Мосіна). Зброя не була прийнята на озброєння і після випробувань була передана на зберігання, а потім надійшла до музею заводу ім. Дегтярьова в місті Ковров.

### ДПМ

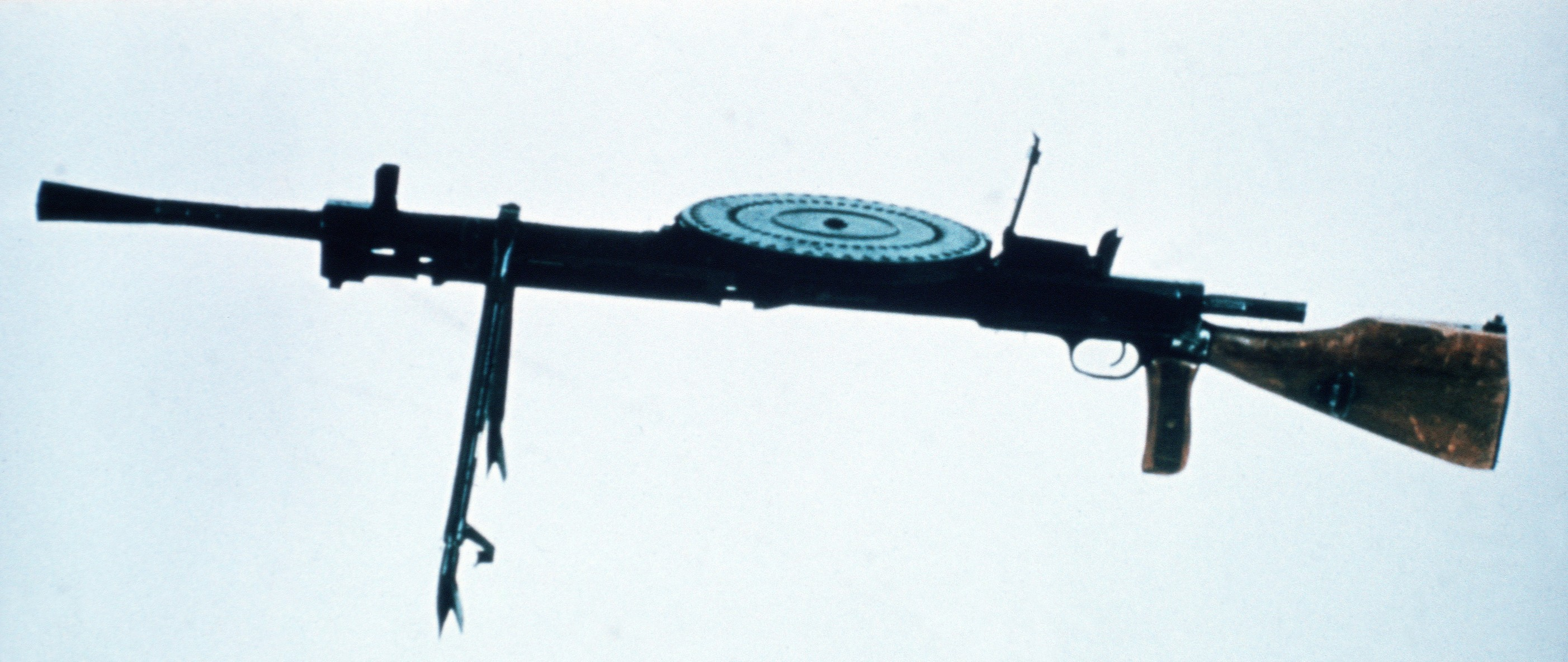
ДПМ

У 1944 році під керівництвом Дегтярьова на заводі № 2 велись роботи з удосконалення кулемета ДП, а саме над підвищенням його надійності і керованості. Нова модифікація отримала позначення ДПМ («Дегтярьов піхотний модернізований», Індекс ГАУ — 56-Р-321М). Була усунена проблема з перегрівом зворотно-бойової пружини (вона була встановлена в спеціальну трубку в спусковій рамі над прикладом), поліпшений спусковий механізм і з'явилась можливість зміни ствола на бойовій позиції.
Перенесення зворотно-бойової пружини в спускову раму викликало конструктивні зміни окремих частин і механізмів кулемета. Нове пістолетне руків'я, змінена форма приклада й стійкіші незнімні сошки нової конструкції забезпечували більшу зручність. В цілому, всі бойові, тактичні і технічні характеристики залишились без змін.

### ДА
ДА (Дегтярьов Авіаційний) — варіант для установки на літаки. З кулемета ДП був знятий кожух, призначений для захисту рук стрільця від опіків від ствола. Це зменшило його габарити і поліпшило охолодження. Для зручності стрільби приклад був замінений на дві рукоятки. Встановлено магазин на 60 набоїв.
На озброєння кулемет ДА поступив в 1928 році. У 1930 році на озброєння надійшов його спарений варіант — ДА-2. Кулемети ДА і ДА-2 встановлювали на літаки Р-5, У-2, ТБ-3. Широкого застосування вони не мали, оскільки 7,62-мм кулі були дуже малоефективні проти літаків другої половини 30-х — 40-х років, що викликало перехід на більші калібри. До того ж в 1934 році спеціально для авіації був створений вдаліший кулемет ШКАС з темпом стрільби близько 1800 постр./хв, що частково компенсувало малу вражаючу здатність 7,62-мм куль.

### ДТ/ДТМ

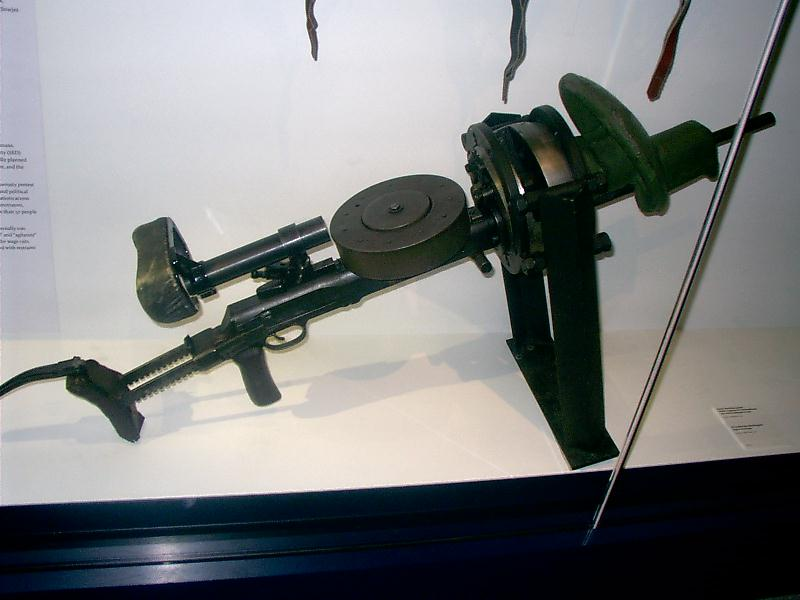
Кулемет Дегтярьова танковий з телескопічним кулеметним прицілом ППУ-8Т та бронемаскою в музеї Бундесверу

Розроблена спільно з Г. С. Шпагіним в 1929 році танкова модифікація ДТ (Індекс ГАУ — 56-П-322) встановлювали на більшість танків і бронемашин. Модифікації внесені з огляду на установку кулемета в тісному бойовому відділенні танка. Замість дерев'яного приклада встановлений висувний металевий. Стандартний громіздкий магазин з однорядним розташуванням набоїв замінений на магазин з трьохрядним розташуванням, місткістю 63 набої.
Кулемет слід встановлювати на кульову установку, розроблену Г. С. Шпагіним, що дозволяла легко наводити кулемет в горизонтальній і вертикальній площинах. Також кулемет був забезпечений парусиновим вловлювачем гільз. ДТ мав знімні сошки, тому ним часто користувались екіпажі підбитої бронетехніки як ручним кулеметом. Відомо кілька випадків озброєння ними і лінійних піхотних підрозділів. Також ДТ здобув популярність в повітряно-десантних підрозділах за компактніші розміри і меншу вагу.
В 1944 році була модифікована зворотно-бойова пружина, і кулемет отримав позначення ДТМ (Індекс ГАУ — 56-П-322м).

### РП-46
У 1946 році був створений і прийнятий на озброєння ручний кулемет РП-46 (ротний кулемет зразка 1946 року), що був модифікацією ДПМ під стрічкове живлення, що, укупі з обваженим стволом, забезпечувало більшу вогневу міць при збереженні прийнятної маневреності. РП-46 використовував нерозсипну металеву стрічку від станкових кулеметів Горюнова. Був замінений на досконаліший кулемет Калашникова — ПК.

### Тип 53

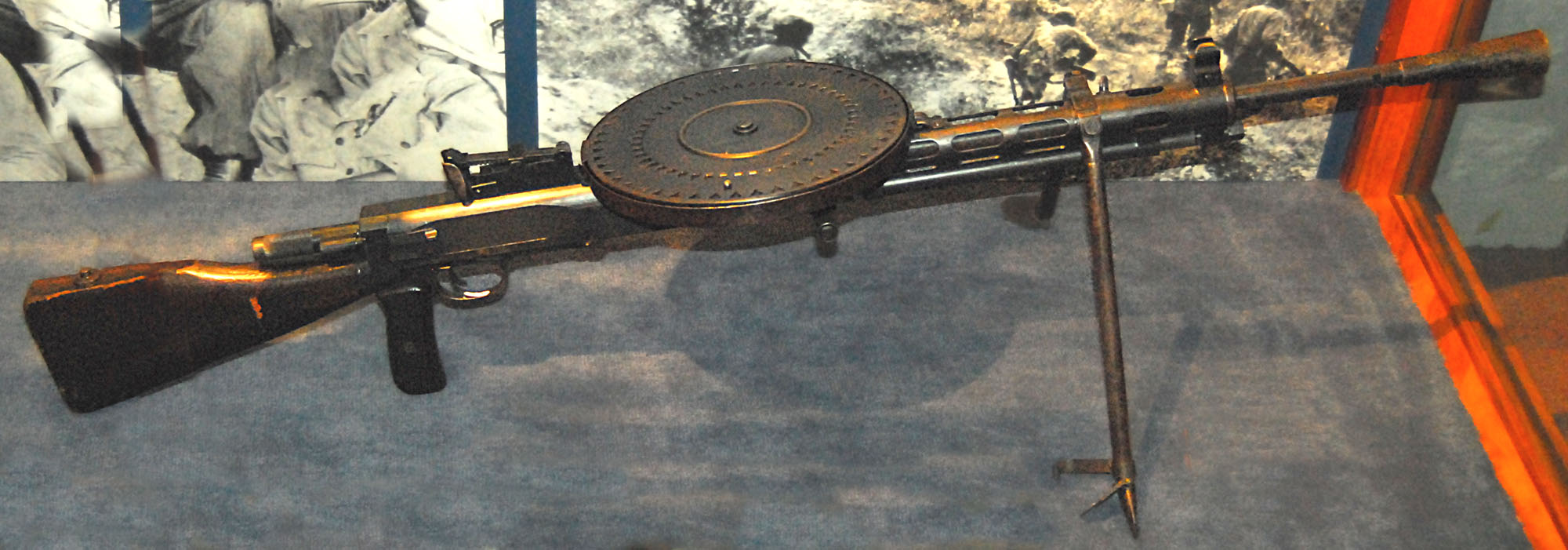
Тип 53 — китайський варіант ДПМ.

Адаптована до особливостей китайської промисловості копія кулемета ДП (ДПМ). Випускався китайською державною збройовою корпорацією Norinco.

### ДП-О
Перероблений для стрільби в напівавтоматичному режимі, кулемет ДП-О сертифікований в Росії як мисливський карабін.

## У культурі
Кулемет Дегтярьова присутній в значній кількості кінофільмів і в ряді комп'ютерних ігор (зазвичай, присвячених Другій Світовій війні).

## Оператори

### Поточні

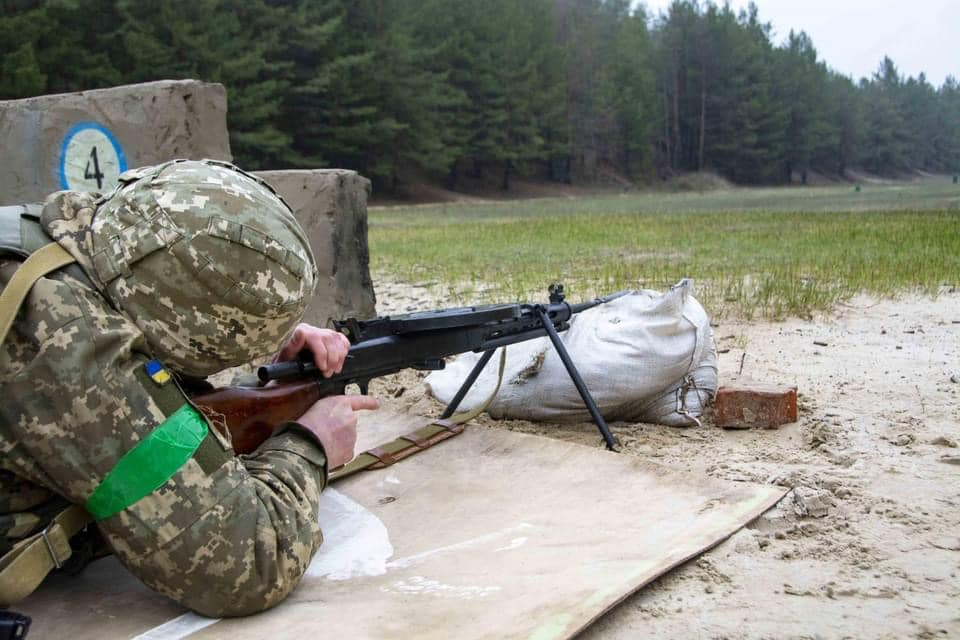
Боєць Сил територіальної оборони України з ДПМ.

- Україна — відомо про зберігання 120 тисяч ДП та 19 тисяч ДПМ[19]. Після початку російського вторгнення їх використовують Сили територіальної оборони[13][20][21].

### Колишні
- СРСР та країни Варшавського договору
- Фінляндія — за період Зимової війни Фінляндія захопила понад 3000 ДП і близько 150 ДТ. До 1944 в фінської армії перебувало близько 9000 ДП, він залишався на озброєнні до 60-х років під найменуванням 762 PK D (7.62 pk/ven.). Кулемет ДТ — 762 PK D PSV (7.62 pk/ven. Psv.) — став основним танковим кулеметом фінської армії, також використовувався після війни[22].
- Третій Рейх — трофейні зразки ДП під позначенням «7,62mm leichte Maschinengewehr 120 (r)» використовували вермахт і охоронна поліція[23].